# Інгуло-Кам'янська сільська рада
| Інгуло-Кам'янська сільська рада — колишній орган місцевого самоврядування у Новгородківському районі Кіровоградської області з адміністративним центром у с. Інгуло-Кам'янка. Сільській раді були підпорядковані населені пункти: - с. Інгуло-Кам'янка |

## Склад ради
Рада складалася з 12 депутатів та голови.

### Керівний склад ради
| ПІБ                         | Основні відомості                                                               | Дата обрання | Дата звільнення |
| --------------------------- | ------------------------------------------------------------------------------- | ------------ | --------------- |
| Чайка Надія Петрівна        | Сільський голова, 1956 року народження, освіта, позапартійна                    | 26.03.2006   | 31.10.2010      |
| Чайка Надія Петрівна        | Сільський голова, 1956 року народження, освіта середня спеціальна, позапартійна | 31.10.2010   | 18.03.2012      |
| Уретій Володимир Андрійович | Сільський голова, 1964 року народження, освіта вища, безпартійний               | 18.03.2012   | 16.12.2012      |
| Дуднік Ярослав Дмитрович    | Сільський голова, 1953 року народження, освіта вища, безпартійний               | 16.12.2012   |                 |

Примітка: таблиця складена за даними джерела

## Населення
Згідно з переписом УРСР 1989 року чисельність наявного населення сільської ради становила 960 осіб, з яких 473 чоловіки та 487 жінок.
За переписом населення України 2001 року в сільській раді мешкало 819 осіб.

### Мова
Розподіл населення за рідною мовою за даними перепису 2001 року:
| Мова       | Відсоток |
| ---------- | -------- |
| українська | 96,81 %  |
| російська  | 2,33 %   |
| молдовська | 0,61 %   |
| білоруська | 0,12 %   |
| болгарська | 0,12 %   |